# Roger Maylié
 (mars 2025).
Roger Maylié est un compagnon de la Libération né le 13 novembre 1920 à Mazères-sur-Salat et mort le 27 avril 1967 à Nouméa. Il repose au cimetière Saint-Léon de Bayonne (64)
Il est le fils d'un inspecteur principal des Contributions.
Diplômé de la Faculté de droit de Bordeaux, il  s'embarque le 24 juin 1940 pour Londres après l'armistice et s'engage dans les Forces françaises libres. Il est envoyé en Afrique-Équatoriale française, où il sort aspirant du camp Colonna d'Ornano à Brazzaville le 16 janvier 1941.
Il est affecté au 1er Bataillon de Marche du Cameroun puis au Bataillon de Marche n° 5. Sous-lieutenant le 15 janvier 1942, il se distingue aux opérations à El Alamein et participe à celle du désert occidental du 13 au 16 novembre 1942. Il est promu lieutenant le 25 juin 1943. Chef de section de mortiers de la compagnie lourde, il prend part aux combats en Italie en 1944.
Avec la 2e Brigade, il participe, lors de la campagne de France, aux prises de Hyères et de Toulon (21-24 août 1944), puis à la campagne d'Alsace.
Le 19 décembre 1945, il devient administrateur des colonies, adjoint au commandant du cercle de Bamako puis de Sikasso au Soudan en 1946. Administrateur d'Outre-mer de premier échelon (1951), il est nommé chef de la subdivision de Kolokani. Il rejoint le Secrétariat Général de l'Office des Anciens Combattants à Dakar en 1953, avant de passer en Nouvelle Calédonie comme chef du 1er Bureau du Secrétariat général du Gouvernement. Il est promu administrateur en chef en 1955. Chef du Service de l'Administration au Ministère de l'Intérieur en 1958, chef du Bureau de l'Administration générale d'État au Haut-Commissariat de 1959 à 1961, il est administrateur de classe exceptionnelle en 1962, chef du Secrétariat d'Administration générale au Ministère de l'Intérieur puis chef du service territorial d'Administration générale supervisant à ce titre l'administration pénitentiaire en 1966.
Il est préside la section Nouvelle Calédonie de l'Association des Français libres.
Il est officier de la Légion d'Honneur, Compagnon de la Libération, Croix de Guerre 39/45 (4 citations), Médaille de la Résistance, Military Cross (GB) et Bronze Star Medal (USA).